# بووم بلوكس
بووم بلوكس (بالإنجليزية: Boom Blox)‏ هي لعبة فيديو ألغاز صدرت في 2008 على مشغل وي وخدمة إن-غيج من تطوير ونشر إلكترونيك آرتس.
وقد شارك ستيفن سبيلبرغ في تطوير اللعبة، مما ساعد في انتشار اللعبة شهرتها، حيث أنها أول لعبة فيديو يشارك في تطويرها مخرج هوليوود شهير بمثابة سبيلبرغ.

## أسلوب اللعب
أسلوب اللعب في هذه اللعبة يعتمد كليا على الحركات الفيزيائية؛ ذلك بدقة وقوة حركة جهاز تحكم وي في يد اللاعب.